# Xântipe (filha de Doro)
Xântipe, na mitologia grega, é uma filha de Doro; pelo contexto não é claro se este Doro é o filho de Apolo ou o filho de Heleno.